# We Happy Few
We Happy Few est un jeu vidéo d'action-aventure à la première personne développé par Compulsion Games et édité par Gearbox Publishing, sorti sur PC, Xbox One et PlayStation 4 le 10 août 2018.

## Trame
We Happy Few se déroule dans un univers uchronique et dystopique. Le joueur est plongé au cœur des années 60, dans une Angleterre qui, à la suite de sa défaite lors de la Seconde Guerre mondiale, est sous "domination allemande". Les protagonistes font face à la dure réalité de Wellington Wells, la société est divisée entre les partisans du régime contraints d'oublier le passé en étant drogués et les habitants laissés pour compte à l'extérieur de la ville.

## Accueil
- Canard PC : 4/10[2]
- Jeuxvideo.com : 14/20[3]

## Développement
We Happy Few est développé par le studio canadien Compulsion Games. La société, fondée en 2009, n'a alors développé qu'un seul titre : Contrast, un jeu d'aventure sorti en 2013.
En juin 2015, le studio lance une campagne de financement Kickstarter et se donne pour objectif de récolter 250 000 dollars canadiens (équivalent à 177 000 euros) en l'espace d'un mois. Avec plus de 7 433 donateurs, la campagne est financée en atteignant la somme de 334 754 dollars canadiens et le studio prévoit une sortie du jeu pour 2016,.
We Happy Few est le dernier jeu multiplateforme du studio qui a été racheté par Microsoft en juin 2018.